# Скалацкий, Павел Павлович
Павел Павлович Скалацкий (1910, Дубовое —1943) — сержант Рабоче-крестьянской Красной Армии, участник Великой Отечественной войны, Герой Советского Союза (1944).

## Биография
Павел Скалацкий родился в 1910 году в деревне Дубовое (ныне — Колпнянский район Орловской области). После окончания начальной школы работал в колхозе. В августе 1941 года Скалацкий был призван на службу в Рабоче-крестьянскую Красную Армию. С сентября того же года — на фронтах Великой Отечественной войны.
К сентябрю 1943 года гвардии сержант Павел Скалацкий командовал орудием 37-го гвардейского стрелкового полка 12-й гвардейской стрелковой дивизии 61-й армии Центрального фронта. Отличился во время битвы за Днепр. 26 сентября 1943 года расчёт Скалацкого участвовал в боях в районе посёлка Любеч Репкинского района Черниговской области Украинской ССР, отразив большое количество немецких контратак и уничтожив 2 танка, 2 бронетранспортёра и большое количество солдат и офицеров противника. В ночь с 28 на 29 сентября расчёт Скалацкого одним из первых переправился через Днепр в районе деревни Глушец Лоевского района Гомельской области Белорусской ССР и уничтожил ряд огневых точек противника. 
14 октября 1943 года Скалацкий погиб в бою. Похоронен в деревне Глушец Лоевского района Гомельской области.

## Награды и звания
Указом Президиума Верховного Совета СССР «О присвоении звания Героя Советского Союза генералам, офицерскому, сержантскому и рядовому составу Красной Армии» от 15 января 1944 года за «образцовое выполнение боевых заданий командования по форсированию реки Днепр и проявленные при этом мужество и героизм» гвардии сержант Павел Скалацкий посмертно был удостоен высокого звания Героя Советского Союза. Также был награждён орденом Ленина и медалью.

## Память
В честь Скалацкого названа улица в деревне Старая Лутава Лоевского района Гомельской области.